# Jackson Kabiga
Jackson Kabiga (1 december 1976) is een Keniaans voormalig atleet, die was gespecialiseerd in de lange afstand.

## Carrière
In 1996 werd Kabiga vierde in de marathon van Londen. In 1998 won hij zowel de marathon van Fukuoka als de marathon van Parijs. Eén jaar later was hij de beste in de marathon van Nagano.

## Persoonlijke records
| Onderdeel      | Prestatie | Datum           | Plaats         |
| -------------- | --------- | --------------- | -------------- |
| 10 km          | 29.01     | 7 augustus 1999 | Cape Elizabeth |
| halve marathon | 1:03.00   | 10 maart 1996   | Lissabon       |
| marathon       | 2:08.42   | 6 december 1998 | Fukuoka        |

## Palmares

### 5 km
- 1995:  Albuquerque - 14.32

### halve marathon
- 1995: 10e halve marathon van Lissabon - 1:02.46
- 1997:  halve marathon van Macau - 1:03.06

### marathon
- 1994: 8e marathon van Honolulu - 2:20.23
- 1995: 15e marathon van New York - 2:14.11
- 1996: 4e marathon van Londen - 2:10.43
- 1996: 6e marathon van Chicago - 2:11.44
- 1997: 6e marathon van Berlijn - 2:09.15
- 1998:  marathon van Fukuoka - 2:08.42
- 1998:  marathon van Parijs - 2:09.36
- 1999:  marathon van Nagano - 2:13.26
- 1999: 15e marathon van New York - 2:17.57
- 2000:  marathon van Berlijn - 2:09.52
- 2000: 13e marathon van Boston - 2:16.13
- 2002: 14e marathon van Singapore - 2:31.29
- 2003: 12e Joon Ang Seoul International - 2:21.37